# Carl Barks
Carl Barks   (Merrill i Oregon, 27 de març de 1901 - Grants Pass, 25 d'agost de 2000) va ser un famós autor de còmics estatunidenc. Va realitzar moltes històries de l'univers de "L'Ànec Donald", per a la qual va crear Ànecburg i molts personatges que allí habiten, com L'Oncle Garrepa i els Beagle Boys. La qualitat dels seus guions i dibuixos li va fer guanyar l'àlies de The Duck Man (L'Home-Ànec). El 1987, Barks va ser un dels tres premiats inaugurals del Saló de la Fama del Premi Will Eisner. Va ser nomenat Disney Legend el 1991.
Ha estat nomenat per l'historiador de l'animació Leonard Maltin com «l'artista-escriptor més popular i llegit del món». Will Eisner el va anomenar «el Hans Christian Andersen dels còmics.» A partir de la dècada de 1980, les contribucions artístiques de Barks serien una font principal per a adaptacions animades com ara DuckTales.

## Biografia

### Infantesa
D'acord amb la seua pròpia descripció sobre la seua infantesa, era un xiquet bastant solitari. Els seus pares eren amos d'una granja. El seu veí més pròxim vivia a mitja milla de distància, amb el qual no tenien massa relació. L'escola més propera es trobava a dues milles (3,2 km) de la seua casa, distància que Barks caminava cada dia per a poder anar a classes. En l'àrea rural vivien pocs xics, i recorda que a escola no eren més de deu estudiants. Recorda que no tenia ningú amb qui conversar a casa seva, els seus pares estaven sempre molt ocupats i no compartia massa coses amb el seu germà gran.
El 1908 es va mudar juntament amb la seua família a Midland, Oregon, on el seu pare va posar una nova granja. Carl, amb set anys i el seu germà amb nou, ajudaven en el treball al seu pare. La quantitat de gent que a Mainland vivía li va causar una gran impressió, ja que no estava acostumat a veure molta gent en el seu poble natal. El que més va cridar la seua atenció eren els cowboys, amb els seus revòlvers, els seus estranys àlies i el seu sentit de l'humor.
L'any 1911 es van mudar a Santa Rosa, Califòrnia, on es van dedicar al cultiu de vegetals, però com no els va anar massa bé, el pare de Carl va decidir tornar a Merrill el 1913. En aquell moment, Carl tenia dotze anys, i a causa de les mudances no havia finalitzat l'escola. Una vegada que va reprendre les classes, va acabar els seus estudis el 1916.
L'any 1916 és un punt d'inflexió en la vida de Carl Barks a causa de diversos aspectes. La seua mare va morir eixe any, i els seus problemes auditius (ja detectats anteriorment) es van tornar tan severs que tenia dificultats per a escoltar als seus mestres, ja que no comptava amb un audífon, i va decidir no continuar els seus estudis per aquest motiu, molt al seu pesar.

### El seu treball
Carl va tenir diversos treballs en els quals no va tindre massa èxit, fins que va pensar a convertir el seu hobbie preferit en una professió. Des de la seua infantesa dibuixava sobre qualsevol material que trobara disponible, i intentava millorar el seu estil copiant els dibuixos dels seus artistes favorits publicats en les tires còmiques dels diaris. Als setze anys havia après bastant pel seu compte, però va decidir prendre algunes lliçons per correu. Només va seguir les primeres quatre lliçons, ja que el seu treball no li deixava massa temps lliure, però ell mateix reconeix que li van servir molt per a millorar el seu estil.
L'any 1923 va tornar a la granja del seu pare per a treballar-hi, però va ser per poc temps. Va poder vendre alguns dels seus dibuixos a la revista "Judge", amb el qual va començar una col·laboració de llarga durada, fins a l'any 1935, encara que també venia els seus treballs a altres revistes. Per eixes dates, ja editava, guionitzava i dibuixava la major part del material humorístic de la revista. Allí tenia un salari considerat bo per a l'època, de 90 dòlars mensuals.

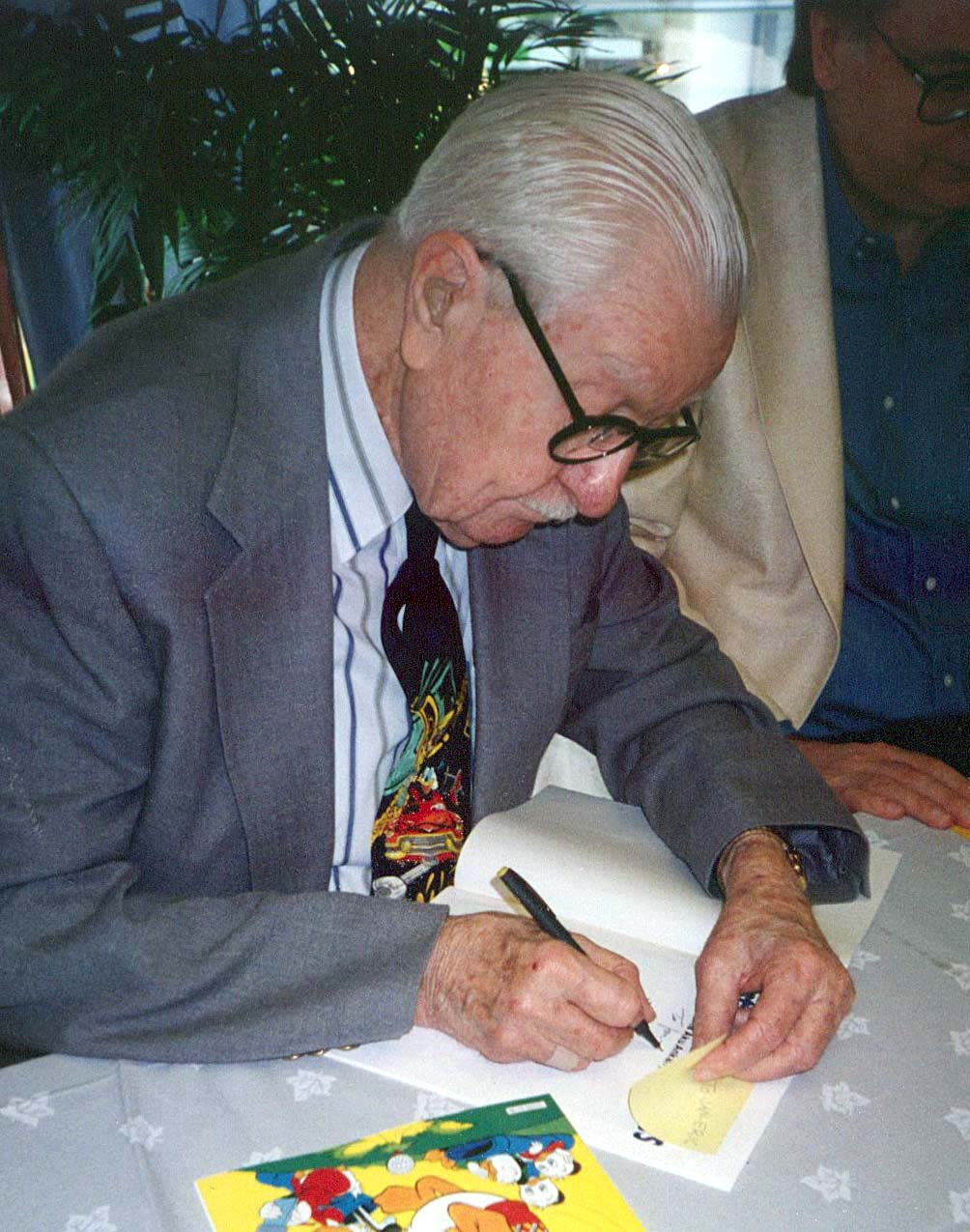
Carl Barks signant autògrafs a Finlàndia el 1994.

Al novembre de l'any 1935, quan es va assabentar que Walt Disney estava cercant artistes per a la seua companyia, va decidir postular-se. Va ser seleccionat i contractat amb un sou bàsic de 20 dòlars per setmana. L'inici dels seus treballs per The Walt Disney Studios va començar un any més tard que el debut de l'Ànec Donald.
Carl va haver de mudar-se a Los Angeles, Califòrnia. Al principi, el seu treball consistia a seguir les instruccions dels animadors fent dibuixos que més tard serien animats. El 1936 va ser transferit al departament d'"històries", on la seua imaginació i experiència en la creació de situacions còmiques i acudits van ser posades en ús.
És l'any 1937 quan l'Ànec Donald es va convertir en la figura principal de les seues pròpies històries, en comptes de seguir com un acompanyant de Mickey Mouse, es va crear un nou departament responsable d'aquesta sèrie. Encara que al principi Barks només contribuïa amb algunes idees, el 1937 va aconseguir l'aprovació per a crear-los sota el seu criteri.
Frustrat per les condicions de treball en Disney, va renunciar l'any 1942. Poc temps abans d'anar-se'n havia treballat en un comic-book al costat de Jack Hannah ("Donald Duck finds Pirate Gold"), una història de 64 pàgines publicada per primera vegada a l'octubre de 1942. Va ser la primera història de l'Ànec Donald produïda originalment per a un còmic i també la primera a involucrar a Donald i els seus nebots en una recerca de tresor, en aquest cas, un tresor de Henry Morgan. Barks utilitzaria més tard aquest tema en diverses de les seues històries.
Després de la seua renúncia a Walt Disney Studios, va trobar treball en Western Publishing, qui havia publicat la història anteriorment esmentada. Barks va pensar que se li permetria crear els seus propis personatges, però el van posar immediatament a fer historietes de l'Ànec Donald. Va insistir a fer els guions de les històries i també els dibuixos. "The Victory Garden", historieta de 10 pàgines publicada per primera vegada a l'abril de 1943 va ser la primera de les 500 històries que va fer per Western Publishing.
Barks va produir històries en les tres dècades següents. Va envoltar a l'Ànec Donald de personatges excèntrics i colorits com l'Oncle Garrepa, l'ànec més ric del món; Gladstone Gander (el cosí de Donald exageradament afortunat), Gyro Gearloose (l'inventor), o els roïns Beagle Boys.
Les persones que treballen en Disney generalment ho fan en un relatiu anonimat, les històries només duen el nom de Walt Disney i algunes vegades, un xicotet número d'identificació. No obstant això, a través de la qualitat del seu treball, molts lectors es van començar a adonar que moltes de les històries eren escrites per la mateixa persona, a qui van cridar «Good Duck Artist» (l'Artista Bo de l'Ànec), a qui després van conèixer pel seu nom a finals de la dècada de 1950. Malcolm Willits va ser la primera persona a conèixer el nom i l'adreça de Barks, però dos germans anomenats John i Bill Spicer es van convertir en els primers fans a contactar amb Barks després de descobrir la mateixa informació de manera independent. Després que Barks rebé la visita de 1960 dels germans Spicer i Ron Leonard, ja no era anònim, ja que la notícia de la seva identitat es va estendre a través de la xarxa emergent de fanzines i convencions de fans del còmic.
Les històries de Barks eren aventures còmiques amb un lleuger matís fosc i frustrant. No només van trobar acceptació entre els xiquets, ja que també molts adults s'hi van sentir atrets.
Carl Barks es va jubilar l'any 1966 però va contribuir fent guions per a moltes històries de Western Publishing.
Barks va morir als 99 anys, el 25 d'agost de 2000 de leucèmia.

## Curtmetratges
Banks va participar als següents curtmetratges:
'Modern Inventions' (1937), 'Donald's Ostrich' (1937), 'Self Control' (1938), 'Donald's Better Self' (1938), 'Donald's Nephews' (1938), 'Good Scouts' (1938), 'Donald's Golf Game' (1938), 'Donald's Lucky Day' (1939), 'The Hockey Champ' (1939), 'Donald's Cousin Gus' (1939), 'Beach Picnic' (1939), 'Sea Scouts' (1939), 'Mr. Duck Steps Out' (1940), 'Donald's Penguin' (1939), 'Bone Trouble' (1940), 'Put-Put Troubles' (1940), 'Donald's Vacation' (1940), 'Window Cleaners' (1940), 'Fire Chief' (1940), 'Timber' (1941), 'Golden Eggs' (1941), 'Early to Bed' (1941), 'Truant Officer Donald' (1941), 'Old MacDonald Duck' (1941), 'Chef Donald' (1941), 'The Village Smithy' (1942), 'Donald's Snow Fight' (1942), 'Donald Gets Drafted' (1942), 'The Army Mascot' (1942), 'Donald's Gold Mine' (1942), 'The Vanishing Private' (1942), 'Sky Trooper' (1942), 'Bellboy Donald' (1942), 'The Spirit of '43' (1943), 'Donald's Tire Trouble' (1943), 'The Old Army Game' (1943), 'Home Defense' (1943) i 'Trombone Trouble' (1944).